# Hans Freese
Johann Heinrich Freese –conocido como Hans Freese– (Bremen, 17 de febrero de 1918-Bremen, 8 de julio de 1941) fue un deportista alemán que compitió en natación. Ganó una medalla de oro en el Campeonato Europeo de Natación de 1938, en la prueba de 4 × 200 m libre.

## Palmarés internacional
| Campeonato Europeo | Campeonato Europeo    | Campeonato Europeo | Campeonato Europeo |
| Año                | Lugar                 | Medalla            | Prueba             |
| ------------------ | --------------------- | ------------------ | ------------------ |
| 1938               | Londres (Reino Unido) | Medalla de oro     | 4 × 200 m libre    |